# Stagno di Piscinnì
Lo stagno di Piscinnì è una zona umida situata lungo la costa meridionale della Sardegna, limotrofo all'omonima spiaggia. Appartiene amministrativamente al comune di Domus de Maria.

In base alla direttiva comunitaria "Habitat" n. 92/43/CEE approvata dalla Commissione europea nel 1992 è stato dichiarato sito di interesse comunitario (codice ITB002218) e inserito nella rete Natura 2000, un sistema di aree dedicate alla conservazione della biodiversità, caratterizzate dalla presenza di habitat e specie faunistiche e floristiche di elevato interesse.